# Aldrich Killian
Aldrich Killian es un supervillano ficticio, un científico que aparece en los cómics publicados por Marvel Comics. El personaje apareció por primera vez en Iron Man vol. 4, n.º 1 (enero de 2005) y fue creado por Warren Ellis y Adi Granov.
Guy Pearce interpretó al personaje haciendo su debut en Iron Man 3 (2013) del Universo cinematográfico de Marvel y será el villano del Hombre de Hierro.

## Historia de la publicación
El personaje, creado por Warren Ellis y Adi Granov, apareció por primera vez en Iron Man vol. 4, n.º 1 (enero de 2005).

## Biografía
El Dr. Aldrich "Al" Killian fue un científico brillante que trabajaba para FuturePharm Corporation en Austin, Texas, junto con la Dra. Maya Hansen. Juntos desarrollaron Extremis, un virus tecno-orgánico que reescribe por completo el código genético del cuerpo, haciendo que órganos enteros sean más eficientes y otorgando al cuerpo habilidades curativas en un intento de crear un nuevo supersoldado con fuerza, velocidad, resistencia, reflejos y la capacidad de superhumanos, capacidad de proyectar electricidad y exhalar fuego. Robó una muestra y la vendió a un grupo terrorista (basado en un matadero en Bastrop, Texas) con Mallen como sujeto de prueba voluntario. Días después, en las oficinas de FuturePharm Corporation, el Dr. Killian se suicidó frente a su computadora; su nota de suicidio informó a Hansen que había robado el suero Extremis con un propósito no revelado.

## Poderes y habilidades
Aldrich Killian tiene intelecto nivel de genio y, después de inyectarse el virus Extremis, obtuvo fuerza y reflejos sobrehumanos, inmensas habilidades regenerativas y la habilidad de calentar su cuerpo hasta 3000 grados centígrados.

## En Otros Medios

### Cine
- Una variación de Aldrich Killian, con elementos de Simon Krieger y Mallen, aparece en Iron Man 3 (2013), interpretado por Guy Pearce.[3][4][5][6] Inicialmente fue un individuo enfermizo, esta versión intentó lanzar su grupo de expertos, A.I.M., a Tony Stark años antes, pero fue rechazado por él y juró venganza. A lo largo de los años, Killian y la co-conspiradora Maya Hansen utilizaron A.I.M. para realizar investigaciones y desarrollar el virus Extremis, que imparte diversos niveles de fuerza, resistencia y piroquinesis a los sujetos humanos, pero algunos de los sujetos murieron en explosiones de fuego. A pesar de esto, Killian financió los Diez Anillos haciéndose pasar por su líder, el Mandarín, sin el conocimiento del verdadero líder Wenwu, utiliza al actor británico Trevor Slattery para que actúe como figura decorativa y organiza ataques terroristas como parte de su venganza. Finalmente, Killian y sus soldados son derrotados y asesinados por Stark, James Rhodes y Pepper Potts.
- El Marvel One-Shots titulado "All Hail the King" reveló que Killian nunca fue el Mandarín. Resulta que el verdadero Mandarín de los Diez Anillos aún está allí y no está contento con los impostores que actúan bajo el nombre.

### Videojuegos
- Aldrich Killian aparece en Iron Man 3: El juego oficial. Tras los eventos de la película, A.I.M. transfirió su subconsciente a M.O.D.O.K. para continuar con sus planes. Después de que Iron Man lo derrotó en combate, intentó sobrevivir mediante la subida de su conciencia en la red Industrias Stark pero Iron Man sacrifica voluntariamente la red (y Industrias Stark), destruyendo a Killian para siempre.
- La encarnación de Iron Man 3 de Aldrich Killian aparece como un jefe y un personaje jugable desbloqueable en Lego Marvel Super Heroes, expresado por Robin Atkin Downes. Él y sus soldados Extremis acompañan al Mandarín en su ataque a la Torre Stark. Él y el Mandarín son derrotados por Iron Man y el Capitán América.
- La versión de Iron Man 3 de Aldrich Killian se fija para aparecer en Lego Marvel's Avengers, para ser la voz de Greg Miller.